# Inmunocromatografía

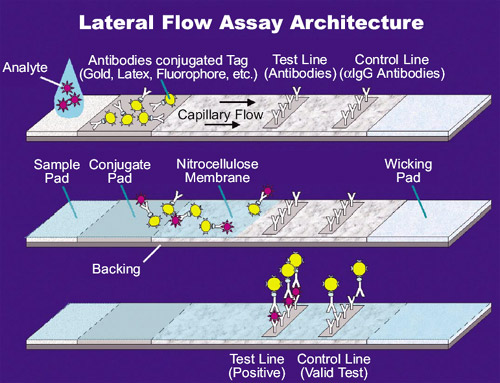
Ilustración del funcionamiento de la inmunocromatografía.

La inmunocromatografía o icroma, es una de las técnicas de inmunodiagnóstico más modernas cuyas principales ventajas son la simplicidad y rapidez de la prueba. Cada vez son más las aplicaciones de esta técnica, tanto en el ámbito de los test, debido a que no es necesario reactivos ni instrumentación adicional, como en el campo clínico. El ejemplo más conocido son los test de embarazo de las farmacias, psa, test de troponina I, y recientemente test sobre el VIH y COVID-19. También se usa para detectar bacterias y cristales, mediante la prueba de orina para detectar la presencia (o la ausencia) de un compuesto objetivo en la muestra (la matriz). 
Este tipo de pruebas son utilizadas comúnmente para el diagnóstico médico tanto para pruebas en casa como de empleo en el laboratorio. Se presenta en un formato de tira, en el cual la muestra problema fluye a lo largo de un sustrato sólido por medio de una acción capilar.

## Funcionamiento[3]

Interpretación de la técnica de immunocromatografía:
positiva si las dos bandas cambian de color,
negativa si la banda más cercana a donde se pone la muestra, no cambia de color i
errónea tanto si ninguna banda cambia de color o solo lo hace la más próxima (síntoma de que la muestra no ha llegado a las dos bandas).

La inmunocromatografía se basa en la migración de una muestra a través de una membrana de nitrocelulosa. La muestra es añadida en la zona del conjugado, el cual está formado por un anticuerpo específico contra uno de los epítopos del antígeno a detectar y un reactivo de detección. Si la muestra contiene el antígeno problema, éste se unirá al conjugado formando un complejo inmune y migrará a través de la membrana de nitrocelulosa. Si no, migrarán el conjugado y la muestra sin unirse.
La zona de captura está formada por un segundo anticuerpo específico contra otro epítopo del antígeno. Al llegar la muestra a esta zona, los complejos formados por la unión del antígeno y conjugado quedarán retenidos y la línea se coloreará en este caso como rosa o azul (muestras positivas). En el caso contrario las muestras son negativas.
La zona control está formada por un tercer anticuerpo que reconoce al reactivo de detección. Cuando el resto de muestra alcanza esta zona, el anticuerpo se unirá al conjugado libre que no ha quedado retenido en la zona de captura. Esta línea es un control que indica que el ensayo ha funcionado bien, porque se colorea siempre, con muestras positivas y negativas.